# 인천기독병원
인천기독병원(Incheon Christian Hospital)은 인천광역시 중구에 있는 종합병원이다.

## 역사
- 1952년 5월 26일 병원 설립 (인천시 중구 율목동 237번지)
- 1963년 서관에 외래병동과 부속건물 신축
- 1969년 변련사관(동관) 신축
- 1971년 12월 22일 학교법인 새빛학원 설립(안산1대학)
- 1979년 동관, 행정관 증축
- 1991년 중앙관 증축
- 2001년 9월 15일 병원 외관 리모델링